# Marianopoli
Marianopoli (i Maṅki in siciliano) è un comune italiano di 1 529 abitanti del libero consorzio comunale di Caltanissetta in Sicilia.

## Geografia fisica

### Territorio
Il territorio di Marianopoli è prevalentemente collinare, nella zona settentrionale del libero consorzio comunale, ai confini con la città metropolitana di Palermo. Marianopoli sorge su una collina a 720 metri sul livello del mare, a nord-ovest di Caltanissetta, da cui dista soli 35 km. Confina con i comuni di Caltanissetta, Mussomeli, Petralia Sottana, Santa Caterina Villarmosa e Villalba. Dista 107 km da Agrigento e 54 km da Enna.

## Origini del nome
Il paese di Marianopoli nasce nel XVII secolo all'interno del processo di colonizzazione del feudo Manchi, un tempo denominato "Manchi di Bilìci" per la sua appartenenza all'antica Baronia di Castel Bilìci. Anche se già nel 1726 Onofrio Lombardo Trigona, barone della Scala e Manchi, aveva ottenuto dal re Carlo IV di Sicilia la licentia populandi, fu il figlio Giuseppe Lombardo Lucchese, intorno al 1750, a fondare il paese, facendo pervenire dal Montenegro una colonia greco-illirica. Il paese fu chiamato Mariænopolis per la sua origine greca e in onore della Vergine  ("Mariano - di Maria e "poli" da polis - città).

## Storia

### Preistoria
Risalendo indietro nel tempo scopriamo che il territorio circostante l'odierna Marianopoli era abitato sin dalla preistoria, testimoniato dai numerosi reperti preistorici appartenenti all'antica necropoli di Valle Oscura. Infatti molte tracce di natura archeologica testimoniano, in modo abbastanza inconfutabile, che quelle zone furono abitate da popolazioni indigene. Vi è da aggiungere che data la loro importanza strategica, quelle zone, nel susseguirsi delle varie dominazioni che si ebbero in Sicilia, ebbero grande importanza sia dal punto di vista militare sia politico.

### Età antica
I Romani, nel corso della prima guerra punica, dovettero faticare moltissimo prima di espugnare la città. Come viene riportato dallo storico A. Holm, il console romano Attilio assediò Mytistraton, che, sebbene assediata da molto tempo e da diverse posizioni, continuava a resistere. L'assedio si concluse quando la guarnigione incaricata della difesa del castello dovette arrendersi per fame e fu costretta ad abbandonare la città. I Romani nella loro logica spietata di vincitori fecero strage della popolazione inerme. I superstiti vennero fatti schiavi e quel che rimaneva della città dato alle fiamme. L'eroica resistenza che aveva tenuto in forse l'esito finale della guerra era durata cinque anni, riuscendo a resistere a ben tre attacchi. L'ultimo assedio si era protratto per sette mesi e l'esercito romano fu messo a dura prova. Di Mytistraton hanno scritto proprio a testimoniare la sua importanza diversi storici antichi. Durante la dominazione romana la città venne classificata di quarta classe o civitas censoria, cioè a città, che avendo opposto maggiore resistenza ai Romani subì la totale confisca del suo territorio, che divenne ager publicus del popolo romano. Mytistraton o Mitistrato non va confusa con Amestrato (l'attuale Mistretta), la quale venne classificata come città di terza classe e mantenne così il possesso delle proprie terre.

### Età contemporanea
Erede di Giuseppe Lombardo Lucchese fu Anna Maria, la quale nel 1738 andò in sposa del primo cugino Francesco Maria Paternò dei Baroni di Raddusa. Il loro figlio Vincenzo Maria, ottenuta l'elevazione a municipalità dell'abitato nel 1801, diverrà il primo marchese di Manchi, Belìci e Marianopoli. In seguito a tale investitura, le reliquie del martire san Prospero furono trasferite, con molta probabilità, dal Palazzo della stessa famiglia baronale di Catania alla chiesa di Marianopoli. La chiesa baronale del XVIII secolo fu elevata a parrocchia nel 1805, con il titolo di Maria Santissima Addolorata.
I contratti maritali tra il Casato dei Paternò, Baroni di Raddusa, e i Landolina, Baroni di Rigilfi, permisero il passaggio in mancanza di erede maschio, del titolo di Marchese di Marianopoli da Vincenzo Maria di Paternò al primo cugino Pietro di Landolina, Barone di Rigilfi. Grazie a Landolina, Marianopoli giovò di un nuovo impulso economico, sociale e politico. Filippo Landolina ottenne, contro la volontà di tutti i potenti baroni delle Petralie, che la ferrovia passasse per Marianopoli. Francesco e il fratello Ludovico furono insigli letterati, archeologi e numismatici, autori di varie monografie sulle antiche monete di Sicilia. La loro attività si svolse soprattutto nel territorio circostante a Marianopoli: attraverso i loro scavi sul sito Castellazzo di Marianopoli tale luogo fu da essi identificato con Mytistraton, un'antica città alleata di Cartagine e distrutta dai Romani durante le guerre puniche.

### Seconda Guerra Mondiale
Franco Calogero Seddio, sedicenne abitante di Marianopoli fu l'ultimo segretario della piccola sezione del PNF (Partito Nazionale Fascista). Non partì per la guerra e fu riformato perché aveva una numerosa famiglia. Con lo sbarco degli Alleati in Sicilia e con l'imminente arrivo nella zona di Caltanissetta, chiuse la sezione del partito, staccando l'aquila che si trovava sulla sommità del porta bandiera e si diresse a piedi sulla strada che da Marianopoli conduce a Caltanissetta portandosi con sé un lenzuolo bianco. Quando vide arrivare i soldati Alleati cominciò a sventolare il drappo bianco sperando di poter consegnare il paese agli Alleati senza nessuno sparo. E così fu.

### Simboli
Descrizione dello stemma comunale:
Descrizione del gonfalone comunale:

## Monumenti e luoghi d'interesse

### Architetture religiose
- Chiesa madre, dedicata a San Prospero[non chiaro], eretta nel XVIII secolo.
- Chiesa di San Giuseppe.
- Santuario del Signore di Bilìci o Signuri di Bilìci in dialetto, si trova nell'ex feudo di Castel Bilìci nei pressi di Marianopoli, ma non distante anche da Villalba e Vallelunga. In questa piccola chiesa  posta in cima a una scalinata a circa 500 metri sul livello del mare si venera con particolare devozione un antico crocifisso ligneo ritenuto taumaturgico e realizzato (ma di ciò non v’è certezza) nel XVII secolo da frate Innocenzo da Petralia. La festa principale del Santuario è il 3 maggio.

### Siti archeologici
- Monte Castellazzo, posto a nord-est dell'odierno abitato di Marianopoli fa parte del sistema collinare, gravitante sulle vallate del Barbarigo-Belici e del Salìto. La frequentazione del sito a partire da età neolitica (V millennio a.C. circa) prosegue nell'età del rame (notevole il ritrovamento della necropoli riferibile al III millennio a.C.) ed è documentata fino all'età del ferro (VII-VI sec. a.C.). In particolare nel VI sec. a.C. il Monte divenne sede di un abitato indigeno poi ellenizzato, articolato su terrazze digradanti, la superiore delle quali era anche dotata di una cinta muraria di fortificazione.

Tale centro, tradizionalmente identificato con l'antica Mytistraton, ricordata dagli storici antichi Diodoro e Polibio per la strenua resistenza ai Romani al tempo della I guerra punica, visse dunque almeno fino al II sec. a.C.
- Montagna di Balate, subito a sud-est dell'abitato odierno di Marianopoli, ospitò a partire dal VI sec. un centro indigeno poi ellenizzato, fortificato da una cinta muraria estesa a includere la sommità e i fianchi dell'altura. Sull'acropoli dell'antico centro è stata portata alla luce un'area santuariale. Al margine sud-ovest della montagna di Balate si distribuiva poi, entro un'ampia valle aperta a ventaglio e dal suggestivo nome di Valle Oscura, la necropoli riferibile all'antica città. Le sepolture, per lo più assegnabili al VI secolo a.C., si collocavano entro anfratti e ingrottamenti naturali, molto spesso precedentemente utilizzati, in funzione funeraria, in età preistorica (antica età del bronzo). Notevoli sono i monumenti megalitici: tra gli altri, cromlech e altre strutture megalitiche riconducibili ai popoli preistorici dell'Europa occidentale .

### Museo di Marianopoli
Il museo illustra la civiltà del territorio di Marianopoli dalla preistoria all'età ellenistica, con particolare riferimento ai due siti archeologici di Monte Castellazzo e Balate-Valle Oscura.
I reperti esposti sono quelli venuti alla luce tra il 1977 e il 1984 nel corso degli scavi effettuati a Monte Castellazzo e a Balate-Valle Oscura dalla Soprintendenza di Agrigento. Oltre a frammenti ceramici neolitici, eneolitici e dell'età del bronzo, il museo espone la caratteristica e prevalente produzione ceramica indigena di età arcaica, che applica a forme di tipo greco quali oinochoai e krateriskoi una decorazione geometrica o vivacemente naturalistica, quest'ultima per lo più col motivo a uccelli dalle code a ventaglio, disposti in lunghi cortei o affrontati in posizione araldica.

## Società

### Evoluzione demografica
Abitanti censiti

### Etnie e minoranze straniere
I cittadini stranieri residenti a Marianopoli al 1º gennaio 2019 sono 13.
| Nazionalità | Residenti |
| ----------- | --------- |
| Romania     | 11        |
| Polonia     | 1         |
| Russia      | 1         |
| Totale      | 13        |

## Cultura

### Istruzione

#### Musei
- Museo archeologico regionale, istituito nel 1994, conserva numerosi reperti preistorici appartenuti alla necropoli di Valle Oscura.
- Museo della civiltà contadina

## Economia

### Agricoltura
L'economia del paese si basa sull'agricoltura di grano, mandorle, olive, uva, e l'allevamento di ovini e bovini.

## Infrastrutture e trasporti
Marianopoli è attraversata dalla strada statale 121 Catanese che, attraversando anche il paese di Santa Caterina, la collega all'autostrada A19 presso lo svincolo di Ponte Cinque Archi. È collegata a Caltanissetta tramite la strada provinciale 42 San Cataldo-Marianopoli.
La stazione ferroviaria più vicina è Villalba gestita da Trenitalia e trovasi lungo la linea ferrata Caltanissetta Xirbi-Roccapalumba.
Il collegamento autobus con San Cataldo-Caltanissetta e con Vallelunga Pratameno-Valledolmo è con cadenza feriale ed è gestito dalla società Sais Trasporti. Il collegamento autobus con Resuttano-Palermo è con cadenza scolastica ed è gestito dalla società Sais Trasporti.
Il territorio è attraversato dalla galleria ferroviaria di Marianopoli, lunga 6,5 km e aperta nel 1885, parte della linea Palermo-Xirbi-Catania. Due stazioni ferroviarie servivano il comune: si tratta delle stazioni di Marianopoli e di Bosco Saline, ubicate rispettivamente all'imbocco nord e a quello sud della galleria, attualmente temporaneamente chiuse.

## Amministrazione
Di seguito è presentata una tabella relativa alle amministrazioni che si sono succedute in questo comune.
| Periodo          | Periodo          | Primo cittadino   | Partito                                | Carica  | Note  |
| ---------------- | ---------------- | ----------------- | -------------------------------------- | ------- | ----- |
| 1971             | 1975             | Giacomo Lombardo  | Democrazia Cristiana                   | Sindaco | [ 8 ] |
| 1975             | 1979             | Giacomo Lombardo  | Democrazia Cristiana                   | Sindaco | [ 8 ] |
| 1980             | 1984             | Gesualdo Vullo    | lista civica                           | Sindaco | [ 8 ] |
| 1984             | 1984             | Michele Cusimano  | lista civica                           | Sindaco | [ 8 ] |
| 1984             | 13 dicembre 1988 | Vullo Salvatore   | lista civica                           | Sindaco | [ 8 ] |
| 13 dicembre 1988 | 22 novembre 1993 | Calogero Vaccaro  | lista civica                           | Sindaco | [ 8 ] |
| 22 novembre 1993 | 1º dicembre 1997 | Carmelo Montagna  | lista civica Alleanza Popolare         | Sindaco | [ 8 ] |
| 1º dicembre 1997 | 28 maggio 2002   | Carmelo Montagna  | lista civica Alleanza Popolare         | Sindaco | [ 8 ] |
| 28 maggio 2002   | 15 maggio 2007   | Salvatore Brigida | lista civica                           | Sindaco | [ 8 ] |
| 15 maggio 2007   | 8 maggio 2012    | Calogero Vaccaro  | lista civica                           | Sindaco | [ 8 ] |
| 8 maggio 2012    | 11 giugno 2017   | Carmelo Montagna  | lista civica Alleanza Popolare         | Sindaco | [ 8 ] |
| 11 giugno 2017   | in corso         | Salvatore Noto    | lista civica Movimento per Marianopoli | Sindaco | [ 8 ] |

### Altre informazioni amministrative
Il comune di Marianopoli fa parte delle seguenti organizzazioni sovracomunali: regione agraria n. 2 (Colline di Caltanissetta).